# 宝岛瓦韦
宝岛瓦韦（学名：Lepisorus megasorus）为水龙骨科瓦韦属下的一个种。

## 扩展阅读
- 維基物種上的相關：宝岛瓦韦